# Cinquante-troisième district congressionnel de Californie
Le 53e district congressionnel de Californie est un ancien district de l'État américain de Californie. Il est le seul district congressionnel de Californie à être éliminé après le cycle de redécoupage des États-Unis en 2020.
De sa création à sa suppression, le district est dans le Comté de San Diego. Il comprend les parties est de Chula Vista, les parties ouest d'El Cajon, les parties centrale et orientale de la ville de San Diego, ainsi que les banlieues est telles que Bonita, La Mesa, Lemon Grove et Spring Valley dans leur intégralité.

## Future
Le district sera aboli à la suite du recensement américain de 2020. Ce sera le premier siège du Congrès à être perdu après un recensement dans l'histoire de la Californie.

## Historique de vote
| Année | Poste                              | Résultats                      |
| ----- | ---------------------------------- | ------------------------------ |
| 2002  | Gouverneur                         | Davis 50,6 % – 39,6 %          |
| 2003  | Rappel,                            | Oui 52,7 % - 47,3 %            |
| 2003  | Rappel,                            | Schwarzenegger 47,5 % – 33,8 % |
| 2004  | Président                          | Kerry 61,2 % – 37,6 %          |
| 2004  | Sénateur                           | Boxer 63,6 % – 31,1 %          |
| 2006  | Gouverneur                         | Schwarzenegger 53,4 % – 40,6 % |
| 2006  | Sénateur                           | Feinstein 66,0 % – 28,8 %      |
| 2008  | Président                          | Obama 68,2 % – 29,9 %          |
| 2010  | Gouverneur                         | Brown 57,8 % – 35,9 %          |
| 2010  | Sénateur                           | Boxer 57,9 % – 35,7 %          |
| 2012  | Président                          | Obama 61,4 % – 36,4 %          |
| 2012  | Sénateur                           | Feinstein 63,3 % – 36,7 %      |
| 2014  | Gouverneur                         | Brown 60,0 % – 40,0 %          |
| 2016  | Président                          | Clinton 64,5 % – 29,6 %        |
| 2016  | Sénateur                           | Harris 60,0 % – 40,0 %         |
| 2018  | Gouverneur                         | Newsom 64,9 % – 35,1 %         |
| 2018  | Sénateur                           | Feinstein 54,9 % – 45,1 %      |
| 2018  | Lieutenant Gouverneur              | Kounalakis 63,2 % – 36,8 %     |
| 2018  | Secrétaire d'État                  | Padilla 67,8 % – 32,2 %        |
| 2018  | Contrôleur                         | Yee 68,2 % – 31,8 %            |
| 2018  | Trésorier                          | Ma 67,2 % – 32,8 %             |
| 2018  | Ministre de la Justice             | Becerra 66,9 % – 33,1 %        |
| 2018  | Commissaire aux Assurances         | Lara 58,9 % – 41,2 %           |
| 2018  | Board of Equalization, 4e District | Schaefer 63,8 % – 36,2 %       |
| 2020  | Président                          | Biden 66,9 % – 30,9 %          |
| 2021  | Rappel                             | Non 65,1 % - 34,9 %            |

## Liste des Représentants du district
| Membre                               | Parti     | Année                           | Congrès     | Histoire électorale | Zone géographique                                               |
| ------------------------------------ | --------- | ------------------------------- | ----------- | --- | --------------------------------------------------------------- |
| District créé le 3 janvier 2003      |           |                                 |             | |                                                                 |
| Susan Davis                          | Démocrate | 3 janvier 2003 - 3 janvier 2021 | 108e - 116e | Redécoupage depuis le 49e district et réélue en 2002. Réélue en 2004. Réélue en 2006. Réélue en 2008. Réélue en 2010. Réélue en 2012. Réélue en 2014. Réélue en 2016. Réélue en 2018. Retrait. | 2003–2013 San Diego (San Diego)                                 |
| Susan Davis                          | Démocrate | 3 janvier 2003 - 3 janvier 2021 | 108e - 116e | Redécoupage depuis le 49e district et réélue en 2002. Réélue en 2004. Réélue en 2006. Réélue en 2008. Réélue en 2010. Réélue en 2012. Réélue en 2014. Réélue en 2016. Réélue en 2018. Retrait. | 2013–2023 San Diego (San Diego, Chula Vista, El Cajon, La Mesa) |
| Sara Jacobs                          | Démocrate | 3 janvier 2021 - 3 janvier 2023 | 117e        | Élue en 2020. Redécoupage vers le 51e district. |                                                                 |
| District supprimé le 3 janvier 2023. |           |                                 |             | |                                                                 |

## Résultats des récentes élections
Voici les résultats des dix derniers cycles électoraux dans le district avant sa suppression.

### 2002
| Élection de 2002 du 53e district congressionnel de Californie | Élection de 2002 du 53e district congressionnel de Californie | Élection de 2002 du 53e district congressionnel de Californie | Élection de 2002 du 53e district congressionnel de Californie | Élection de 2002 du 53e district congressionnel de Californie |
| ------------------------------------------------------------- | ------------------------------------------------------------- | ------------------------------------------------------------- | ------------------------------------------------------------- | ------------------------------------------------------------- |
| Parti                                                         | Parti                                                         | Candidat                                                      | Votes                                                         | %                                                             |
|                                                               | Démocrate                                                     | Susan A. Davis (sortante)                                     | 72 252                                                        | 62,2                                                          |
|                                                               | Républicain                                                   | Bill VanDeWeghe                                               | 43 891                                                        | 37,8                                                          |
|                                                               | Indépendant                                                   | Jim Dorenkott (write-in)                                      | 37                                                            | 0,0                                                           |
| Total des votes                                               | Total des votes                                               | Total des votes                                               | 116 180                                                       | 100%                                                          |
|                                                               | Les Démocrates conservent                                     |                                                               |                                                               |                                                               |

### 2004
| Élection de 2004 du 53e district congressionnel de Californie | Élection de 2004 du 53e district congressionnel de Californie | Élection de 2004 du 53e district congressionnel de Californie | Élection de 2004 du 53e district congressionnel de Californie | Élection de 2004 du 53e district congressionnel de Californie |
| ------------------------------------------------------------- | ------------------------------------------------------------- | ------------------------------------------------------------- | ------------------------------------------------------------- | ------------------------------------------------------------- |
| Parti                                                         | Parti                                                         | Candidat                                                      | Votes                                                         | %                                                             |
|                                                               | Démocrate                                                     | Susan A. Davis (sortante)                                     | 146 449                                                       | 66,1                                                          |
|                                                               | Républicain                                                   | Darin Hunzeker                                                | 63 897                                                        | 28,9                                                          |
|                                                               | Vert                                                          | Lawrence Rockwood                                             | 7523                                                          | 3,4                                                           |
|                                                               | Libertarien                                                   | Adam Van Susteren                                             | 3567                                                          | 1,6                                                           |
| Total des votes                                               | Total des votes                                               | Total des votes                                               | 221 436                                                       | 100%                                                          |
|                                                               | Les Démocrates conservent                                     |                                                               |                                                               |                                                               |

### 2006
| Élection de 2006 du 53e district congressionnel de Californie | Élection de 2006 du 53e district congressionnel de Californie | Élection de 2006 du 53e district congressionnel de Californie | Élection de 2006 du 53e district congressionnel de Californie | Élection de 2006 du 53e district congressionnel de Californie |
| ------------------------------------------------------------- | ------------------------------------------------------------- | ------------------------------------------------------------- | ------------------------------------------------------------- | ------------------------------------------------------------- |
| Parti                                                         | Parti                                                         | Candidat                                                      | Votes                                                         | %                                                             |
|                                                               | Démocrate                                                     | Susan A. Davis (sortante)                                     | 97 541                                                        | 67,6                                                          |
|                                                               | Républicain                                                   | John "Woody" Woodrum                                          | 43 312                                                        | 30,0                                                          |
|                                                               | Libertarien                                                   | Ernie Lippe                                                   | 3534                                                          | 2,4                                                           |
| Total des votes                                               | Total des votes                                               | Total des votes                                               | 144 387                                                       | 100%                                                          |
|                                                               | Les Démocrates conservent                                     |                                                               |                                                               |                                                               |

### 2008
| Élection de 2008 du 53e district congressionnel de Californie | Élection de 2008 du 53e district congressionnel de Californie | Élection de 2008 du 53e district congressionnel de Californie | Élection de 2008 du 53e district congressionnel de Californie | Élection de 2008 du 53e district congressionnel de Californie |
| ------------------------------------------------------------- | ------------------------------------------------------------- | ------------------------------------------------------------- | ------------------------------------------------------------- | ------------------------------------------------------------- |
| Parti                                                         | Parti                                                         | Candidat                                                      | Votes                                                         | %                                                             |
|                                                               | Démocrate                                                     | Susan A. Davis (sortante)                                     | 161 315                                                       | 68,5                                                          |
|                                                               | Républicain                                                   | Michael Crimmins                                              | 64 658                                                        | 27,4                                                          |
|                                                               | Libertarien                                                   | Edward M. Teyssier                                            | 9569                                                          | 4,1                                                           |
| Total des votes                                               | Total des votes                                               | Total des votes                                               | 235 542                                                       | 100%                                                          |
|                                                               | Les Démocrates conservent                                     |                                                               |                                                               |                                                               |

### 2010
| Élection de 2010 du 53e district congressionnel de Californie | Élection de 2010 du 53e district congressionnel de Californie | Élection de 2010 du 53e district congressionnel de Californie | Élection de 2010 du 53e district congressionnel de Californie | Élection de 2010 du 53e district congressionnel de Californie |
| ------------------------------------------------------------- | ------------------------------------------------------------- | ------------------------------------------------------------- | ------------------------------------------------------------- | ------------------------------------------------------------- |
| Parti                                                         | Parti                                                         | Candidat                                                      | Votes                                                         | %                                                             |
|                                                               | Démocrate                                                     | Susan A. Davis (sortante)                                     | 104 800                                                       | 62,3                                                          |
|                                                               | Républicain                                                   | Michael Crimmins                                              | 57 230                                                        | 34,0                                                          |
|                                                               | Libertarien                                                   | Paul Dekker                                                   | 6298                                                          | 3,7                                                           |
| Total des votes                                               | Total des votes                                               | Total des votes                                               | 168 328                                                       | 100%                                                          |
|                                                               | Les Démocrates conservent                                     |                                                               |                                                               |                                                               |

### 2012
| Élection de 2012 du 53e district congressionnel de Californie | Élection de 2012 du 53e district congressionnel de Californie | Élection de 2012 du 53e district congressionnel de Californie | Élection de 2012 du 53e district congressionnel de Californie | Élection de 2012 du 53e district congressionnel de Californie |
| ------------------------------------------------------------- | ------------------------------------------------------------- | ------------------------------------------------------------- | ------------------------------------------------------------- | ------------------------------------------------------------- |
| Parti                                                         | Parti                                                         | Candidat                                                      | Votes                                                         | %                                                             |
|                                                               | Démocrate                                                     | Susan A. Davis (sortante)                                     | 164 825                                                       | 61,4                                                          |
|                                                               | Républicain                                                   | Nick Popaditch                                                | 103 482                                                       | 38,6                                                          |
| Total des votes                                               | Total des votes                                               | Total des votes                                               | 268 307                                                       | 100%                                                          |
|                                                               | Les Démocrates conservent                                     |                                                               |                                                               |                                                               |

### 2014
| Élection de 2014 du 53e district congressionnel de Californie | Élection de 2014 du 53e district congressionnel de Californie | Élection de 2014 du 53e district congressionnel de Californie | Élection de 2014 du 53e district congressionnel de Californie | Élection de 2014 du 53e district congressionnel de Californie |
| ------------------------------------------------------------- | ------------------------------------------------------------- | ------------------------------------------------------------- | ------------------------------------------------------------- | ------------------------------------------------------------- |
| Parti                                                         | Parti                                                         | Candidat                                                      | Votes                                                         | %                                                             |
|                                                               | Démocrate                                                     | Susan A. Davis (sortante)                                     | 87 104                                                        | 58,8                                                          |
|                                                               | Républicain                                                   | Larry A. Wilske                                               | 60 940                                                        | 41,2                                                          |
| Total des votes                                               | Total des votes                                               | Total des votes                                               | 148 044                                                       | 100%                                                          |
|                                                               | Les Démocrates conservent                                     |                                                               |                                                               |                                                               |

### 2016
| Élection de 2016 du 53e district congressionnel de Californie | Élection de 2016 du 53e district congressionnel de Californie | Élection de 2016 du 53e district congressionnel de Californie | Élection de 2016 du 53e district congressionnel de Californie | Élection de 2016 du 53e district congressionnel de Californie |
| ------------------------------------------------------------- | ------------------------------------------------------------- | ------------------------------------------------------------- | ------------------------------------------------------------- | ------------------------------------------------------------- |
| Parti                                                         | Parti                                                         | Candidat                                                      | Votes                                                         | %                                                             |
|                                                               | Démocrate                                                     | Susan A. Davis (sortante)                                     | 198 988                                                       | 67,0                                                          |
|                                                               | Républicain                                                   | James Veltmeyer                                               | 97 968                                                        | 33,0                                                          |
| Total des votes                                               | Total des votes                                               | Total des votes                                               | 296 956                                                       | 100%                                                          |
|                                                               | Les Démocrates conservent                                     |                                                               |                                                               |                                                               |

### 2018
| Élection de 2018 du 53e district congressionnel de Californie | Élection de 2018 du 53e district congressionnel de Californie | Élection de 2018 du 53e district congressionnel de Californie | Élection de 2018 du 53e district congressionnel de Californie | Élection de 2018 du 53e district congressionnel de Californie |
| ------------------------------------------------------------- | ------------------------------------------------------------- | ------------------------------------------------------------- | ------------------------------------------------------------- | ------------------------------------------------------------- |
| Parti                                                         | Parti                                                         | Candidat                                                      | Votes                                                         | %                                                             |
|                                                               | Démocrate                                                     | Susan A. Davis (sortante)                                     | 185 667                                                       | 69,1                                                          |
|                                                               | Républicain                                                   | Morgan Murtaugh                                               | 83 127                                                        | 30,9                                                          |
| Total des votes                                               | Total des votes                                               | Total des votes                                               | 268 794                                                       | 100%                                                          |
|                                                               | Les Démocrates conservent                                     |                                                               |                                                               |                                                               |

### 2020
| Élection de 2020 du 53e district congressionnel de Californie | Élection de 2020 du 53e district congressionnel de Californie | Élection de 2020 du 53e district congressionnel de Californie | Élection de 2020 du 53e district congressionnel de Californie | Élection de 2020 du 53e district congressionnel de Californie |
| ------------------------------------------------------------- | ------------------------------------------------------------- | ------------------------------------------------------------- | ------------------------------------------------------------- | ------------------------------------------------------------- |
| Parti                                                         | Parti                                                         | Candidat                                                      | Votes                                                         | %                                                             |
|                                                               | Démocrate                                                     | Sara Jacobs                                                   | 192 897                                                       | 59,5                                                          |
|                                                               | Démocrate                                                     | Georgette Gomez                                               | 131 349                                                       | 40,5                                                          |
| Total des votes                                               | Total des votes                                               | Total des votes                                               | 324 246                                                       | 100%                                                          |
|                                                               | Les Démocrates conservent                                     |                                                               |                                                               |                                                               |